# 芝田镇
芝田镇，是中华人民共和国河南省郑州市巩义市下辖的一个乡镇级行政单位。

## 行政区划
芝田镇下辖以下地区：
芝田村、官庄村、费窑村、喂庄村、蔡庄村、寇家湾村、益家窝村、稍柴村、东沟村、北石村、南石村、寨沟村、八陵村和羽林庄村。